# Echuca
|                       | Jan  | Feb  | Mär  | Apr  | Mai  | Jun  | Jul  | Aug  | Sep  | Okt  | Nov  | Dez  |   |       |
| Mittl. Tagesmax. (°C) | 30,8 | 30,5 | 27,2 | 22,2 | 17,5 | 14,2 | 13,4 | 15,2 | 18,2 | 22,0 | 25,9 | 28,9 | ⌀ | 22,1  |
| Mittl. Tagesmin. (°C) | 15,1 | 15,2 | 12,9 | 9,4  | 6,7  | 4,7  | 3,9  | 4,8  | 6,4  | 8,7  | 11,2 | 13,5 | ⌀ | 9,3   |
|                       |      |      |      |      |      |      |      |      |      |      |      |      |   |       |
| Niederschlag (mm)     | 27,4 | 26,4 | 31,4 | 33,1 | 41,8 | 43,1 | 41,1 | 42,9 | 40,0 | 43,4 | 31,7 | 28,4 | Σ | 430,7 |
|                       |      |      |      |      |      |      |      |      |      |      |      |      |   |       |
| Regentage (d)         | 3,9  | 3,6  | 4,6  | 5,9  | 8,5  | 10,3 | 11,3 | 11,3 | 9,6  | 8,5  | 5,8  | 4,9  | Σ | 88,2  |

| 15,1 |

| 15,2 |

| 12,9 |

| 9,4 |

| 6,7 |

| 4,7 |

| 3,9 |

| 4,8 |

| 6,4 |

| 8,7 |

| 11,2 |

| 13,5 |

| 15,1 |

| 15,2 |

| 12,9 |

| 9,4 |

| 6,7 |

| 4,7 |

| 3,9 |

| 4,8 |

| 6,4 |

| 8,7 |

| 11,2 |

| 13,5 |

Echuca ist eine Hafenstadt am Murray River in Victoria (Australien), gleich gegenüber der Schwesterstadt Moama. Sie nutzt ihre frühere relative Größe als Frachthafen heute für den Tourismus. Der Name der 13.000-Einwohner-Stadt bedeutet in der Aborigines-Sprache „Zusammentreffen der Wasser“. In Echuca münden zwei kleinere Flüsse (Goulburn River und Campaspe River) in den Murray River, den größten Fluss Australiens.
Eine Art lebende Ausstellung über die Blütezeit der Stadt erlaubt einen Einblick in die Verhältnisse zu Zeiten des victorianischen Goldrausches und eine eindrückliche Sammlung von alten, teilweise schön restaurierten Raddampfern wird für touristische Fahrten genutzt.

## Geschichte

### Ursprung und Gründung
Echuca wurde von Henry Hopwood, einem ehemaligen Sträfling, gegründet. 1850 kaufte er eine kleine Fähre am Murray River. Es entwickelte sich eine kleine Siedlung, zunächst unter dem Namen Hopwood’s Ferry. Später gab sich das Dorf den Namen Echuca. Die Poststation unter dem Namen Hopwood’s Ferry eröffnete 1854 und wurde am 1. Januar 1855 in Echuca umbenannt.
Die europäischen Siedler behandelten die Ureinwohner relativ gut, aber ihr Leben änderte sich doch entscheidend durch den Kontakt mit den Weißen. Schon Ende der 1820er-Jahre waren sie durch die Pocken erheblich dezimiert worden und um 1850 entdeckten sie europäische Güter, wie Brot, Tabak und vor allen Dingen Alkohol. Sie wurden an den Rand der Gesellschaft gedrängt und hausten an den Ufern des Murray River. Gelegentlich nahmen sie am Wirtschaftsleben der Weißen als Fischer oder Landarbeiter teil oder sie verkauften Possum-Felldecken, die sie selbst hergestellt hatten. Innerhalb weniger Jahrzehnte hatte sich ihr Lebensstil deutlich gegenüber dem ihrer Vorfahren verändert.
In den 1870er-Jahren wurde Echuca als größter Binnenhafen Australiens bekannt. Da diese Stadt an der Melbourne am nächsten gelegenen Stelle des Murray River liegt, entwickelte sie sich nicht nur zum wichtigen Flusshafen, sondern auch zum Eisenbahnknotenpunkt. Raddampfer legten am 400 Meter langen Kai an und Güter wurden entladen, die auf der Eisenbahn nach Melbourne weitertransportiert wurden. Wolle, Weizen, andere Getreide, Vieh und Holz waren die wichtigsten Frachtgüter. Der Kai wurde in die Liste der geschichtlich wichtigen Plätze Australiens aufgenommen.
Die Industrialisierung führte zu einer schnellen Zunahme der Bevölkerung bis auf 15.000 Einwohner. Die Stadt soll über hundert Pubs und Hotels gehabt haben. Um 1870 wurde eine eiserne Brücke über den Murray River gebaut.

### Niedergang
Der Ausbau der Eisenbahn- und Straßennetze und häufig niedrige Wasserstände des Murray River führten dazu, dass Echuca an Bedeutung verlor. In den 1890er-Jahren nahm die Flotte der Raddampfer bereits wieder ab. Eine wirtschaftliche Depression und der Zusammenbruch etlicher Banken beendeten schließlich Echucas Rolle als wichtiger Handelsplatz und die Bevölkerung zog weg. Heute lebt Echuca vom Tourismus.

## Sehenswürdigkeiten

### Njernda Aboriginal Cultural Centre
Dieses Museum im alten Gerichtsgebäude am Law Place stellt anschaulich die Lebensweise und die Kunst der australischen Ureinwohner dar. Im Gebäude befindet sich auch ein Museumsshop, der Kunsthandwerk der Aborigines verkauft.

### Port of Echuca

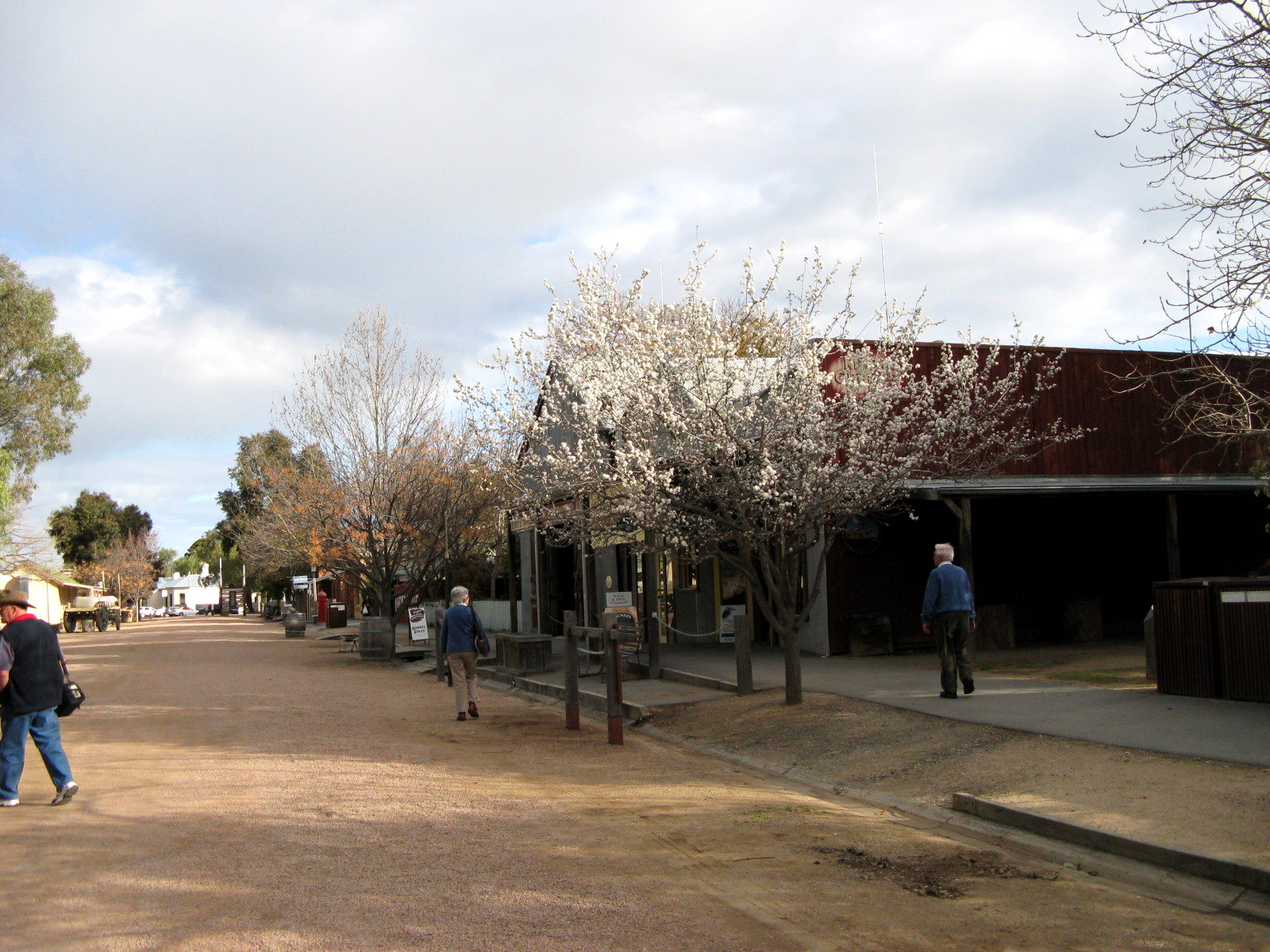
Port of Echuca

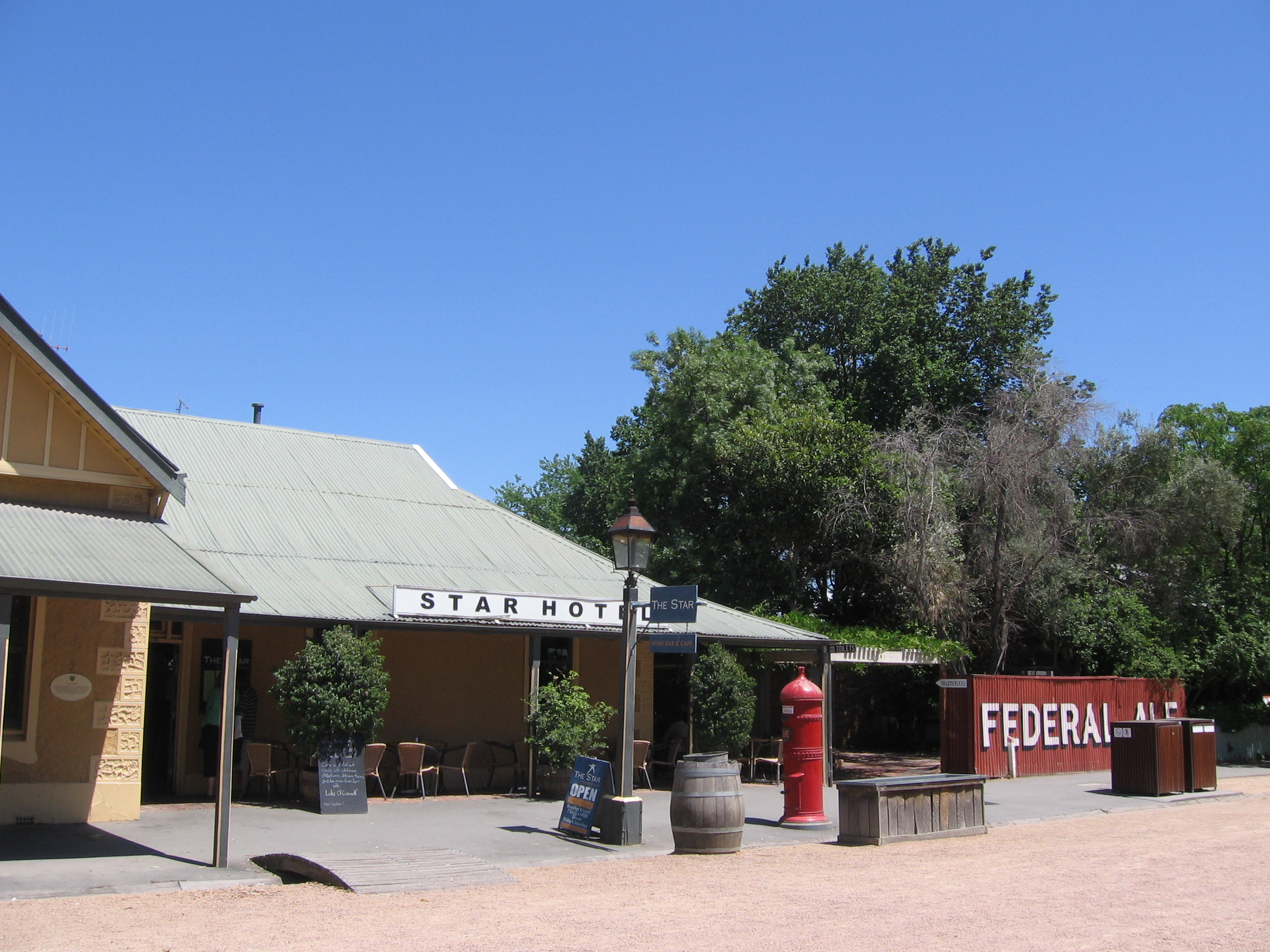
Star Hotel

Der alte Hafen mit seinem Dock und seinen zwei historischen Gebäuden kann mit einem Ticket erkundet werden. Mit inbegriffen ist die Besichtigung eines Fluchttunnels für Schwarzbrenner im Star Hotel, die so der Polizei entkamen.
In der Nähe des Hafens finden sich weitere Sehenswürdigkeiten. Die Red Gum Works, ein historisches Sägewerk, das Coach House mit seiner Kutschenkollektion und Sharp's Macic Movie House mit seinen Oldtimer-Spielautomaten und alten Filmen.

### World in Wax
Es ist das Madame Tussauds von Echuca: das World in Wax. Knapp 70 Wachsfiguren, vom Papst bis zum „Crocodile Dundee“-Helden Paul Hogan, lassen sich hier bewundern.

### National Holden Motor Museum

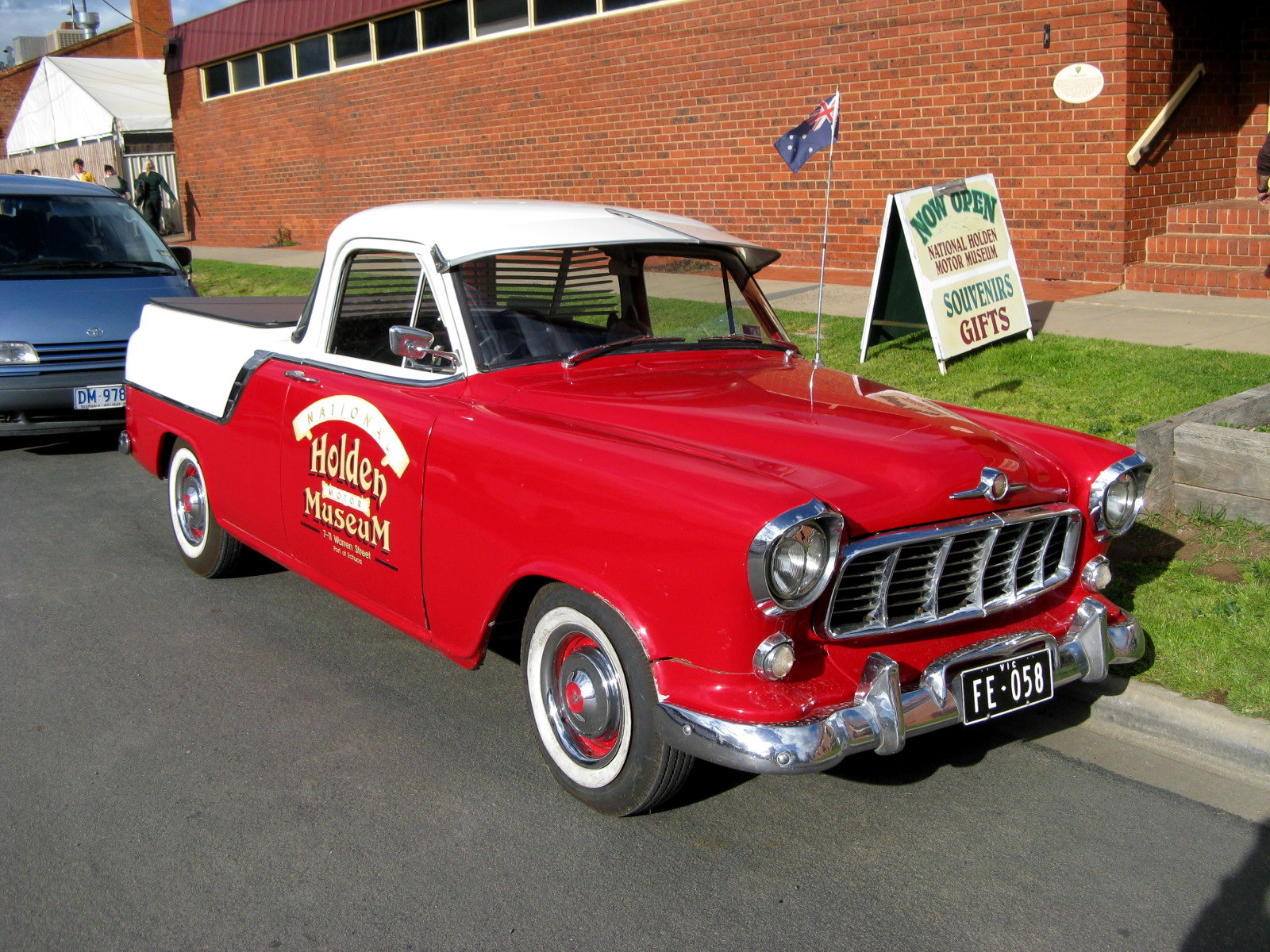
National Holden Motor Museum mit Ausstellungsstück

Das einzige Museum für Holden-Automobile in Australien steht in der Warren Street in der Nähe des Port of Echuca. In wechselnden Ausstellungen können in dem privaten Museum Holden-Fahrzeuge von 1948 bis heute besichtigt werden.

## Söhne und Töchter der Stadt
- Roy Cameron (1899–1966), Pathologe
- Diana Scarisbrick (1928–2024), britische Kunsthistorikerin und Historikerin
- Travis Fimmel (* 1979), Fotomodell und Filmschauspieler
- Patrick Eddy (* 2002)